# Facundo Medina
Facundo Axel Medina (Buenos Aires, 28 maggio 1999) è un calciatore argentino, difensore dell'Olympique Marsiglia in prestito dal Lens e della nazionale argentina.

## Caratteristiche tecniche
Nasce come difensore centrale si dimostra un difensore moderno, abile nell'uno contro uno potente fisicamente,avvezzo al gol e con una buona velocità, possiede anche una discreta tecnica che lo rende utilizzabile con ottimi risultati anche come terzino sinistro,ruolo in cui è stato maggiormente utilizzato al Lens

## Carriera

### Club
Cresciuto nelle giovanili del River Plate, ha esordito il 12 agosto 2018 con la maglia del Talleres (C) in occasione del match di campionato perso 1-0 contro il Boca Juniors.
Il 2 luglio 2020 è stato acquistato dal Lens.
Il 2 luglio 2025 passa in prestito all'Olympique Marsiglia.

### Nazionale
Il 13 ottobre 2020 debutta con l'Argentina nel successo per 1-2 in casa della Bolivia.

## Statistiche

### Presenze e reti nei club
Statistiche aggiornate al 15 marzo 2025.
| Stagione            | Squadra             | Campionato          | Campionato | Campionato | Coppe nazionali | Coppe nazionali | Coppe nazionali | Coppe continentali | Coppe continentali | Coppe continentali | Altre coppe | Altre coppe | Altre coppe | Totale | Totale | Totale |
| Stagione            | Squadra             | Comp                | Pres       | Reti       | Comp            | Pres            | Reti            | Comp               | Pres               | Reti               | Comp        | Pres        | Reti        | Pres   | Reti   |        |
| ------------------- | ------------------- | ------------------- | ---------- | ---------- | --------------- | --------------- | --------------- | ------------------ | ------------------ | ------------------ | ----------- | ----------- | ----------- | ------ | ------ | ------ |
| 2018-2019           | Talleres (C)        | PD                  | 16         | 0          | CA              | 1               | 0               | -                  | -                  | -                  | -           | -           | -           | 17     | 0      |        |
| 2019-2020           | Talleres (C)        | PD                  | 17         | 1          | CA              | 2               | 0               | -                  | -                  | -                  | CS          | 1           | 0           | 20     | 1      |        |
| Totale Talleres (C) | Totale Talleres (C) | Totale Talleres (C) | 33         | 1          |                 | 3               | 0               |                    | -                  | -                  |             | 1           | 0           | 37     | 1      |        |
| 2020-2021           | Lens                | L1                  | 24         | 2          | CF              | 2               | 1               | -                  | -                  | -                  | -           | -           | -           | 26     | 3      |        |
| 2021-2022           | Lens                | L1                  | 31         | 1          | CF              | 3               | 0               | -                  | -                  | -                  | -           | -           | -           | 34     | 1      |        |
| 2022-2023           | Lens                | L1                  | 32         | 2          | CF              | 3               | 1               | -                  | -                  | -                  | -           | -           | -           | 35     | 3      |        |
| 2023-2024           | Lens                | L1                  | 31         | 1          | CF              | 1               | 0               | UCL+UEL            | 6+1                | 0                  | -           | -           | -           | 39     | 1      |        |
| 2024-2025           | Lens                | L1                  | 23         | 0          | CF              | 1               | 0               | UECL               | 1                  | 0                  | -           | -           | -           | 25     | 0      |        |
| Totale Lens         | Totale Lens         | Totale Lens         | 141        | 6          |                 | 10              | 2               |                    | 8                  | 0                  |             | -           | -           | 159    | 8      |        |
| Totale carriera     | Totale carriera     | Totale carriera     | 174        | 7          |                 | 13              | 2               |                    | 8                  | 0                  |             | 1           | 0           | 196    | 9      |        |

### Cronologia presenze e reti in nazionale
| Cronologia completa delle presenze e delle reti in nazionale ― Argentina | Cronologia completa delle presenze e delle reti in nazionale ― Argentina | Cronologia completa delle presenze e delle reti in nazionale ― Argentina | Cronologia completa delle presenze e delle reti in nazionale ― Argentina | Cronologia completa delle presenze e delle reti in nazionale ― Argentina | Cronologia completa delle presenze e delle reti in nazionale ― Argentina | Cronologia completa delle presenze e delle reti in nazionale ― Argentina | Cronologia completa delle presenze e delle reti in nazionale ― Argentina |
| Data                                                                     | Città                                                                    | In casa                                                                  | Risultato                                                                | Ospiti                                                                   | Competizione                                                             | Reti                                                                     | Note                                                                     |
| ------------------------------------------------------------------------ | ------------------------------------------------------------------------ | ------------------------------------------------------------------------ | ------------------------------------------------------------------------ | ------------------------------------------------------------------------ | ------------------------------------------------------------------------ | ------------------------------------------------------------------------ | ------------------------------------------------------------------------ |
| 13-10-2020                                                               | La Paz                                                                   | Bolivia                                                                  | 1 – 2                                                                    | Argentina                                                                | Qual. Mondiali 2022                                                      | -                                                                        | 89’                                                                      |
| 11-10-2021                                                               | Buenos Aires                                                             | Argentina                                                                | 3 – 0                                                                    | Uruguay                                                                  | Qual. Mondiali 2022                                                      | -                                                                        | 81’                                                                      |
| 19-6-2023                                                                | Giacarta                                                                 | Indonesia                                                                | 0 – 2                                                                    | Argentina                                                                | Amichevole                                                               | -                                                                        | 60’                                                                      |
| 19-11-2024                                                               | Buenos Aires                                                             | Argentina                                                                | 1 – 0                                                                    | Perù                                                                     | Qual. Mondiali 2026                                                      | -                                                                        | 90’                                                                      |
| 25-3-2025                                                                | Buenos Aires                                                             | Argentina                                                                | 4 – 1                                                                    | Brasile                                                                  | Qual. Mondiali 2026                                                      | -                                                                        | 76’                                                                      |
| 5-6-2025                                                                 | Santiago del Cile                                                        | Cile                                                                     | 0 – 1                                                                    | Argentina                                                                | Qual. Mondiali 2026                                                      | -                                                                        | 79’                                                                      |
| 10-6-2025                                                                | Buenos Aires                                                             | Argentina                                                                | 1 – 1                                                                    | Colombia                                                                 | Qual. Mondiali 2026                                                      | -                                                                        | 78’                                                                      |
| Totale                                                                   |                                                                          | Presenze                                                                 | 7                                                                        |                                                                          | Reti                                                                     | 0                                                                        |                                                                          |

| Cronologia completa delle presenze e delle reti in nazionale ― Argentina Olimpica | Cronologia completa delle presenze e delle reti in nazionale ― Argentina Olimpica | Cronologia completa delle presenze e delle reti in nazionale ― Argentina Olimpica | Cronologia completa delle presenze e delle reti in nazionale ― Argentina Olimpica | Cronologia completa delle presenze e delle reti in nazionale ― Argentina Olimpica | Cronologia completa delle presenze e delle reti in nazionale ― Argentina Olimpica | Cronologia completa delle presenze e delle reti in nazionale ― Argentina Olimpica | Cronologia completa delle presenze e delle reti in nazionale ― Argentina Olimpica |
| Data                                                                              | Città                                                                             | In casa                                                                           | Risultato                                                                         | Ospiti                                                                            | Competizione                                                                      | Reti                                                                              | Note                                                                              |
| --------------------------------------------------------------------------------- | --------------------------------------------------------------------------------- | --------------------------------------------------------------------------------- | --------------------------------------------------------------------------------- | --------------------------------------------------------------------------------- | --------------------------------------------------------------------------------- | --------------------------------------------------------------------------------- | --------------------------------------------------------------------------------- |
| 22-7-2021                                                                         | Sapporo                                                                           | Argentina olimpica                                                                | 0 – 2                                                                             | Australia olimpica                                                                | Olimpiadi 2020 - 1º turno                                                         | -                                                                                 | 67’                                                                               |
| 25-7-2021                                                                         | Sapporo                                                                           | Egitto olimpica                                                                   | 0 – 1                                                                             | Argentina olimpica                                                                | Olimpiadi 2020 - 1º turno                                                         | 1                                                                                 |                                                                                   |
| 28-7-2021                                                                         | Saitama                                                                           | Spagna olimpica                                                                   | 1 – 1                                                                             | Argentina olimpica                                                                | Olimpiadi 2020 - 1º turno                                                         | -                                                                                 |                                                                                   |
| Totale                                                                            |                                                                                   | Presenze                                                                          | 3                                                                                 |                                                                                   | Reti                                                                              | 1                                                                                 |                                                                                   |